# Rolf Peterson
Rolf Peterson (Halmstad, 11 maggio 1944) è un ex canoista svedese.

## Palmarès
- Giochi olimpici

Tokyo 1964: oro nel K1 1000 metri.
Monaco di Baviera 1972: argento nel K1 1000 metri.
- Mondiali

Copenaghen 1970: oro nel K2 500 metri, argento nel K2 1000 metri.
Belgrado 1971: oro nel K2 500 metri.